# Pteromalus solidaginis
Pteromalus solidaginis är en stekelart som beskrevs av Graham och Gijswijt 1991. Pteromalus solidaginis ingår i släktet Pteromalus och familjen puppglanssteklar.
Artens utbredningsområde är:
- Frankrike.
- Sverige.

Arten är reproducerande i Sverige. Inga underarter finns listade i Catalogue of Life.